# I Wanna Be the Testimonial
I Wanna Be the Testimonial  è un film del 2014 diretto e interpretato da Davide Tafuni.

## Trama
Davide è un ragazzo ipocondriaco che per colpa delle sue paure non riesce ad uscire da Pescia, dove è cresciuto dalla sua infanzia fino all'età di trentacinque anni.
Davide crede fortemente nell'amore e fin da piccolo cerca la sua anima gemella. Molto influenzato dai racconti di suo nonno, tratti dalle filosofie di Platone, Davide trascorre tutta la sua vita alla ricerca dell'altra metà della sua mela. Dopo aver quasi rinunciato alla sua estrema ricerca, arriva dall'America Katrina, una studentessa di architettura che verrà in Italia per qualche mese. Follemente innamorato di questa ragazza, Davide decide di seguirla a New York, dove vedrà un mondo totalmente diverso dalla sua cittadina di provincia.

## Produzione
Alcune scene del film sono state girate a Foiano della Chiana, a Pescia, a New York, nella scuola media statale di Foiano della Chiana in provincia di Arezzo e a Tortona, in provincia di Alessandria.

## Distribuzione
Distribuzione A&A Distribuzioni 

## Colonna sonora
- Andrò avanti composta da Matty & Mimì
- Io canzone scritta da Alessandro Canino
- Just To Say Hello! canzone scritta da Michael Amadi
- Videotape canzone scritta composta da Michael Amadi
- Amici composta da Mario Fabiani
- Easy Funky composta da Mario Fabiani
- Ievan Polkka rielaborata da Pierpaolo Romani e suonata dal Quartetto Metamorphosis
- Tuileries composta da Pierpaolo Romani e suonata dal Quartetto Metamorphosis
- Neleo Hora composta da Pierpaolo Romani e suonata dal Quartetto Metamorphosis
- You can't understand (M.Del Freo -A.L.Bettini/ S.Del Freo - A.Gabrielli), cantata da Marco Del Freo
- Volerai (M.Del Freo -A.L.Bettini/ S.Del Freo - A.Gabrielli), cantata da Marco Del Freo
- Shuttle Take-Off (A.Bisagni) suonata da Tino Bisagni